# Samorost
Samorost est une série de jeux vidéo indépendants d’aventure en pointer-et-cliquer, développée par Jakub Dvorský et le studio Amanita Design. La série comporte trois jeux, publiés entre 2003 et 2016.

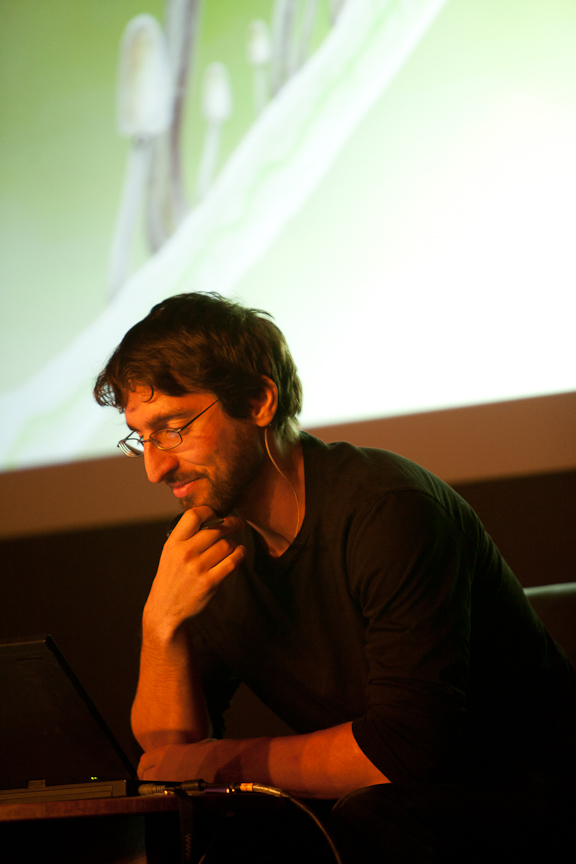
Jakub Dvorský, fondateur d'Amanita Design et concepteur de Samorost.

Le joueur y suit les aventures occasionnelles d’un lutin qui vit avec son chien sur une petite planète. Le mot samorost vient du tchèque et désigne un morceau de bois ou une racine dont l’apparence peut rappeler la forme d’une créature. Il peut également désigner quelqu’un qui ne se soucie pas du reste du monde.

## Samorost

Logo de Samorost 1 dans sa version de 2021

Le premier Samorost est développé par Jakub Dvorský en tant que projet de fin d’étude à l’académie des arts de Prague. Cet opus est jouable en ligne de 2003 jusqu’à la fin de la prise en charge de Flash en 2020. Une version remastérisée titrée Samorost 1, agrémentée d’une nouvelle bande originale par Floex, parait en 2021 pour les ordinateurs et appareils mobiles.

## Samorost 2

Logo de Samorost 2

Samorost 2, réalisé en 2005 au sein d’Amanita Design, est composé de deux parties. La première est originellement jouable en ligne ; la deuxième est proposée à l’achat, accompagnée de la première partie et de la bande originale du jeu, composée par Tomáš Dvořák (Floex). Cet épisode était également inclus dans le premier Humble Indie Bundle.
Le jeu a reçu les notes de 4,5/5 sur Adventure Gamers et 4/5 sur Gamezebo.
Samorost 2 a reçu le prix du Meilleur jeu par navigateur lors de l'Independent Games Festival 2007. Il a également reçu une nomination dans la catégorie Excellence en Arts visuels.

## Samorost 3

Logo de Samorost 3

Samorost 3 est le troisième opus de la série. Annoncé en mars 2011, le jeu sort le 24 mars 2016.
Le jeu a reçu les notes suivantes de la presse spécialisée :
- Adventure Gamers : 4,5/5[7]
- Destructoid : 8/10[8]
- GameSpot : 7/10[9]
- Gamezebo : 4,5/5[10]
- Jeuxvideo.com : 16/20[11]
- PC Gamer : 87 %[12]
- Pocket Gamer : 9/10[13]

Lors de l'Independent Games Festival 2014, le jeu a été nommé dans les catégories Excellence en Arts visuels et Excellence en Son.